# حلقة تبادلية
في نظرية الحلقات, وهي فرع من فروع الجبر التجريدي، الحلقة التبادلية (بالإنجليزية: Commutative ring)‏ هي حلقة تكون فيها عملية الضرب عملية تبادلية. وتُسمى دراسة الحلقات التبادلية بـالجبر التبادلي.
وتُعطى بعض الأنواع المحددة من الحلقات التبادلية مصحوبةً بالسلسلة التالية من اشتمال الفئات:
الحلقات التبادلية ⊃ النطاقات التكاملية  ⊃ النطاقات المغلقة تكامليًا  ⊃ نطاقات التحليل الوحيدة  ⊃ النطاقات المثالية الرئيسية  ⊃ النطاق الخوارزمي  ⊃ الحقول 

## التعريف والأمثلة الأولى

### التعريف
الحلقة هي مجموعة R مزودة بـعمليتين ثنائيتين، وهما عمليتان تجمعان بين أي عنصرين من الحلقة مع عنصر ثالث. وتُسمى هاتان العمليتان بعملية الجمع وعملية الضرب ويُرمز إليهما عادةً بالرمزين "+" و"⋅"، مثل أ + ب وأ ⋅ ب. وينبغي على هاتين العمليتين استيفاء عددٍ من الخصائص كي تُشكِّل حلقةً: فلابد للحلقة أن تكون زمرة أبيلية عند الجمع وبأن تكون مونويد عند الضرب، بينما يتوزع الضرب على الجمع; أي تصبح., أ ⋅ (ب + ج) = (أ ⋅ ب) + (أ ⋅ ج). يُرمز لعناصر التطابق لعمليتي الجمع والضرب بالأرقام 0 و1, على التوالي.
وفي حالة، وبالمثل, أن تكون عملية الضرب أيضًا تبادلية:
أ ⋅ ب = ب ⋅ أ
فتُسمى الحلقة R بالحلقة التبادلية. والحلقات التي سيتم عرضها في بقية هذه المقالة ستكون تبادلية ما لم يُذكر خلاف ذلك صراحةً.

### الأمثلة الأولى
تُعد حلقة الأعداد الصحيحة Z عندما تكون مصحوبة بعمليتي الجمع والضرب مثالاً هامًا وبشكلٍ ما أساسية. وكما أن ضرب الأعداد الصحيحة يُعتبر عملية تبادلية، فإن هذه الحلقة هي حلقة تبادلية. ويُرمز عادةً لمجموعة الأعداد الصحيحة بالرمز Z وهو اختصار للكلمة الألمانية Zahlen (أعداد).
ويُعد الـحقل حلقةً تبادلية حيث كل عنصر 0 (عدد) أ هو عنصر نظير; أي له مقلوب ضربي ب بحيث أ ⋅ ب = 1. وبالتالي، وبحسب التعريف، فإن أي حقل يُعد حلقةٌ تبادلية. وتُشكِّل الأعداد الكسرية, والحقيقية والمركبة حقولاً.
بالإضافة إلى أن حلقة المصفوفات 2×2 ليست تبادلية، حيث يفشل ضرب المصفوفات في أن يكون تبادليًا، كما يوضح المثال التالي:
{\displaystyle {\begin{aligned}{\begin{bmatrix}1&1\\0&1\\\end{bmatrix}}\cdot {\begin{bmatrix}1&1\\1&0\\\end{bmatrix}}&={\begin{bmatrix}2&1\\1&0\\\end{bmatrix}}\\{\begin{bmatrix}1&1\\1&0\\\end{bmatrix}}\cdot {\begin{bmatrix}1&1\\0&1\\\end{bmatrix}}&={\begin{bmatrix}1&2\\1&1\\\end{bmatrix}}\end{aligned}}}
ومع ذلك، فإن المصفوفات التي يمكن جدولتها بنفس تحويل التشابه تُشكِّل بالفعل حلقةً تبادلية. ومثالاً على ذلك، مجموعة مصفوفات الفروق المُقسَّمة فيما يتعلق بالمجموعة الثابتة من العُقد.
إذا كانت R حلقة تبادلية مُعطاة، فإن مجموعة كل متعددات الحدود في المتغير X والذي كل مُعاملاته تقع في R تُشكِّل حلقة متعددة الحدود، يُرمز لها بالرمز R[X]. وينطبق الشيء نفسه على عدة متغيرات.
وإذا كانت V هي فضاء طوبولوجي ما، على سبيل المثال مجموعة فرعية لحلقةٍ Rn ما، خاصة بـدوالٍ مستمرة قيمتها حقيقية أو مركبة على V، فإنها تُشكِّل حلقةً تبادلية. وينطبق الشيء نفسه على الدالة المُشتقة أو الدوال تامة الشكل، عندما يتم تعريف كلا الدالتين، مثلما في V على أنهما متعدد شُعب مُركب.

### الاستشهادات
1. ↑  "معلومات عن حلقة تبادلية على موقع britannica.com". britannica.com. مؤرشف من الأصل في 2016-08-09.
2. ↑  "معلومات عن حلقة تبادلية على موقع mathworld.wolfram.com". mathworld.wolfram.com. مؤرشف من الأصل في 2018-10-11.
3. ↑  "معلومات عن حلقة تبادلية على موقع babelnet.org". babelnet.org. مؤرشف من الأصل في 2019-12-15.